# Dieter Kind
Dieter Kind (* 5. Oktober 1929 in Reichenberg, Tschechoslowakei; † 10. Juni 2018 in Braunschweig) war ein deutscher Elektroingenieur. Er war Präsident der Physikalisch-Technischen Bundesanstalt (PTB).

## Werdegang
Kind studierte Elektrotechnik an der TH Berlin und der TU München und wurde 1957 in München in Hochspannungstechnik promoviert (Die Aufbaufläche bei Stoßbeanspruchung technischer Elektrodenanordnungen in Luft). Er war nach Tätigkeit in der Industrie bei Messwandler-Bau (MWB) in Bamberg, wo er unter anderem Test-Transformatoren entwickelte, ab 1962 als Nachfolger von Erwin Otto Marx Professor an der TH Braunschweig und 1975 bis 1995 als erster Ingenieur Präsident der PTB. In seine Amtszeit fällt auch die Neuordnung der metrologischen Dienste nach der Wiedervereinigung. Er war Honorarprofessor an der TH Braunschweig.
Von 1984 bis 1996 war er Präsident des Internationalen Komitees für Maß und Gewicht (Comité International des Poids et Mesures). Er war Mitglied der Berlin-Brandenburgischen Akademie der Wissenschaften, der Deutschen Physikalischen Gesellschaft und der Deutschen Akademie der Technikwissenschaften (Acatech). 1978 wurde er Fellow des Institute of Electrical and Electronics Engineers (IEEE) für die Entwicklung von Test- und Messverfahren für die Hochspannungstechnik. Er erhielt den Ehrenring des Verbands der Elektrotechnik, Elektronik und Informationstechnik 1988 sowie die Liebieg-Medaille des Heimatkreises Reichenberg in Augsburg, war Ehrendoktor der TU München und Träger der Ritter-von-Gerstner-Medaille.
Einige seiner Bücher wurden ins Englische übersetzt.

## Schriften
- Herausforderung Metrologie: die Physikalisch-Technische Bundesanstalt und die Entwicklung seit 1945. Bremerhaven 2002, ISBN 978-3897019027.
- mit Kurt Feser: Hochspannungs-Versuchstechnik; mit 12 Laborversuchen. 5. Auflage Vieweg, 1995,  ISBN 3528438053.
- Einführung in die Hochspannungs-Versuchstechnik; für Elektrotechniker. 4. Auflage, Vieweg,  1985 (zuerst 1972), ISBN 3528338059.
- mit Hermann Kärner: Hochspannungs-Isoliertechnik für Elektrotechniker. Vieweg 1982.
- mit Hans Prinz: Einführung in die Starkstromtechnik, München, Institut für Elektrische Anlagen und Hochspannungstechnik. 1956, 1961 (nach Vorlesungen von Hans Prinz)